# EHF Liga Mistrzów 2015/2016 (turniej kwalifikacyjny)

## Format
W związku ze zgłoszeniem się i zaakceptowaniem przez EHF więcej niż 28 drużyn uczestniczących w Lidze Mistrzów niezbędne stało się rozegranie turnieju kwalifikacyjnego.

### Losowanie
Z powodu małej liczby uczestników nie odbyło się losowanie. Cztery drużyny walczyły o jedno miejsce w fazie grupowej. Turniej odbył się w dniach 5 i 6 września, a organizatorem był RK Banja Luka.

### Turniej kwalifikacyjny
|  | Półfinały           | Półfinały  |  |  |  | Finały              | Finały     |
|  |                     |            |  |  |  |                     |            |
|  |                     |            |  |  |  |                     |            |
|  | 5 września          |            |  |  |  |                     |            |
|  | Elverum Håndball    | 35         |  |  |  |                     |            |
|  | Limburg Lions       | 30         |  |  |  | 6 września          | 6 września |
|  |                     |            |  |  |  | Elverum Håndball    | 28         |
|  | 5 września          | 5 września |  |  |  | Alpla HC Hard       | 25         |
|  | Alpla HC Hard       | 35         |  |  |  |                     |            |
|  | RK Borac Banja Luka | 33         |  |  |  | 6 września          | 6 września |
|  |                     |            |  |  |  | Limburg Lions       | 33         |
|  |                     |            |  |  |  | RK Borac Banja Luka | 29         |

Półfinały
| 5 września 2015 | Elverum Håndball | 35:30   | Limburg Lions                |                                                                                |
| 17:30           | Jonas Burud 9    | (14:15) | 7 Joris Baart · 7 Ivo Steins | Sportska dvorana Borik, Banja Luka Widzów: 500 Sędzia: Karim Gasmi Raouf Gasmi |
| 17:30           | 3× · 3×          | (14:15) | 4× · 3×                      | Sportska dvorana Borik, Banja Luka Widzów: 500 Sędzia: Karim Gasmi Raouf Gasmi |

| 5 września 2015 | Alpla HC Hard   | 35:33   | RK Borac Banja Luka |                                                                                            |
| 20:00           | Gerald Zeiner 8 | (17:14) | 13 Srđan Trivundža  | Sportska dvorana Borik, Banja Luka Widzów: 3500 Sędzia: Marek Baranowski Bogdan Lemanowicz |
| 20:00           | 7× · 3× · 1×    | (17:14) | 11× · 3× · 1×       | Sportska dvorana Borik, Banja Luka Widzów: 3500 Sędzia: Marek Baranowski Bogdan Lemanowicz |

Mecz o 3. miejsce
| 6 września 2015 | Limburg Lions   | 33:29   | RK Borac Banja Luka |                                                                                |
| 17:30           | Serge Heijnen 7 | (16:14) | 6 Stefan Janković   | Sportska dvorana Borik, Banja Luka Widzów: 200 Sędzia: Karim Gasmi Raouf Gasmi |
| 17:30           | 5× · 3×         | (16:14) | 3× · 3×             | Sportska dvorana Borik, Banja Luka Widzów: 200 Sędzia: Karim Gasmi Raouf Gasmi |

Finał
| 6 września 2015 | Elverum Håndball    | 28:25   | Alpla HC Hard      |                                                                                           |
| 20:00           | Steffen Stegavik 10 | (15:11) | 8 Roland Schlinger | Sportska dvorana Borik, Banja Luka Widzów: 400 Sędzia: Marek Baranowski Bogdan Lemanowicz |
| 20:00           | 4× · 3×             | (15:11) | 4× · 2×            | Sportska dvorana Borik, Banja Luka Widzów: 400 Sędzia: Marek Baranowski Bogdan Lemanowicz |